# Campeonato de los Cuatro Continentes de Patinaje Artístico sobre Hielo de 2003
El V Campeonato de los Cuatro Continentes de Patinaje Artístico sobre Hielo se realizó en Pekín (China) entre el 10 y el 16 de febrero de 2003. Fue organizado por la Unión Internacional de Patinaje sobre Hielo (ISU) y la Asociación China de Patinaje sobre Hielo.
Las competiciones se efectuaron en el Gimnasio Capital Pekín. Participaron en total 96 patinadores de 11 países.

## Resultados

### Masculino
| Puesto | Nombre        | País  | Puntos |
| ------ | ------------- | ----- | ------ |
| Oro    | Takeshi Honda | Japón | 2,0    |
| Plata  | Min Zhang     | China | 3,5    |
| Bronce | Chengjiang Li | China | 3,5    |

### Femenino
| Puesto | Nombre          | País  | Puntos |
| ------ | --------------- | ----- | ------ |
| Oro    | Fumie Suguri    | Japón | 1,5    |
| Plata  | Shizuka Arakawa | Japón | 3,0    |
| Bronce | Yukari Nakano   | Japón | 4,5    |

### Parejas
| Puesto | Nombre                 | País      | Puntos |
| ------ | ---------------------- | --------- | ------ |
| Oro    | Xue Shen / Hongbo Zhao | China     | 1,5    |
| Plata  | Qing Pang / Jian Tong  | China     | 3,0    |
| Bronce | Dan Zhang / Hao Zhang  | 4,5 China |        |

### Danza en hielo
| Puesto | Nombre                           | País           | Puntos |
| ------ | -------------------------------- | -------------- | ------ |
| Oro    | Shae Lynn Bourne / Victor Kraatz | Canadá         | 2,0    |
| Plata  | Tanith Belbin/ Benjamin Agosto   | Estados Unidos | 4,8    |
| Bronce | Naomi Lang / Peter Tchernyshev   | Estados Unidos | 5,6    |

## Medallero
| Núm. | País           | Oro | Plata | Bronce | Total |
| ---- | -------------- | --- | ----- | ------ | ----- |
| 1    | Japón          | 2   | 1     | 1      | 4     |
| 2    | China          | 1   | 2     | 2      | 5     |
| 3    | Canadá         | 1   | 0     | 0      | 1     |
| 4    | Estados Unidos | 0   | 1     | 1      | 2     |

- Datos: Q581447